# 388 Bridge Street
388 Bridge Street ist ein knapp 180 m hoher Wolkenkratzer im Stadtbezirk Brooklyn in New York City, Vereinigte Staaten. Mit dem Erreichen seiner Endhöhe im Jahr 2013 war der Wohnturm das höchste Gebäude in Brooklyn, bis er 2015 vom benachbarten AVA DoBro übertroffen wurde. Mit Stand 2024 ist er der achthöchste Wolkenkratzer von Brooklyn.

## Beschreibung
Das nach seiner Adresse benannte Gebäude befindet sich im Stadtteil Downtown Brooklyn an der Bridge Street zwischen der Hauptgeschäftsstraße Fulton Street und der Willoughby Street. Ein fünfgeschossiger Gebäudeflügel reicht westlich bis zur Lawrence Street.
Der Wohnturm wurde von SLCE Architects entworfen und von 2007 bis 2014 mit einer von 2008 bis 2012 reichenden Unterbrechung infolge der Weltfinanzkrise erbaut. Bauherr war die Stahl Organization, Eigentümer ist das Unternehmen 1929 RLTY INC,384 Bridge Street, LL. Der Wolkenkratzer ist 179,8 Meter (590 Fuß) hoch und hat 53 Etagen. Das Gebäude hat asymmetrische Fassaden mit einigen Rücksprüngen im oberen Bereich. Auf den Rücksprüngen und dem Seitenflügel befinden sich  für die Bewohner Dachterrassen. Auf dem Dach sind zwei fünf Meter hohe Windturbinen installiert, die nachts ein wechselndes Farblichtspiel erzeugen. Der Wohnturm beherbergt in den unteren Etagen 234 Miet- und im oberen Bereich 144 Eigentumswohnungen.
Nur wenige Meter entfernt befinden sich in der Willoughby Street mehrere Zugänge zur Station Jay Street–MetroTech der New York City Subway, wo entlang der Willoughby Street die U-Bahn-Linie  verläuft und es besteht von dort die Möglichkeit zum Übergang zu den Linien , die entlang der Jay Street verkehren.

## Ansichten

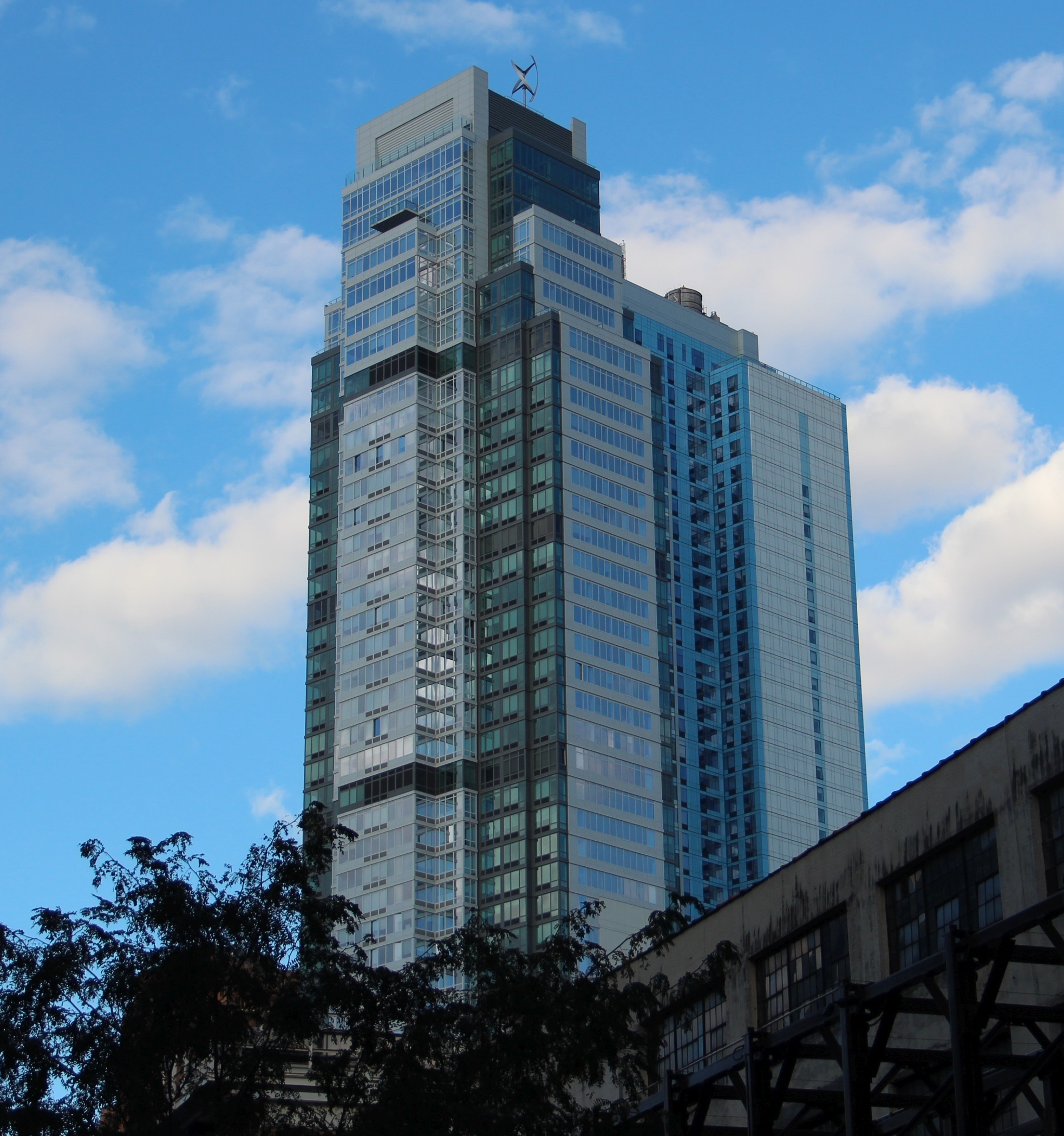
Der Wolkenkratzer im Jahr 2017
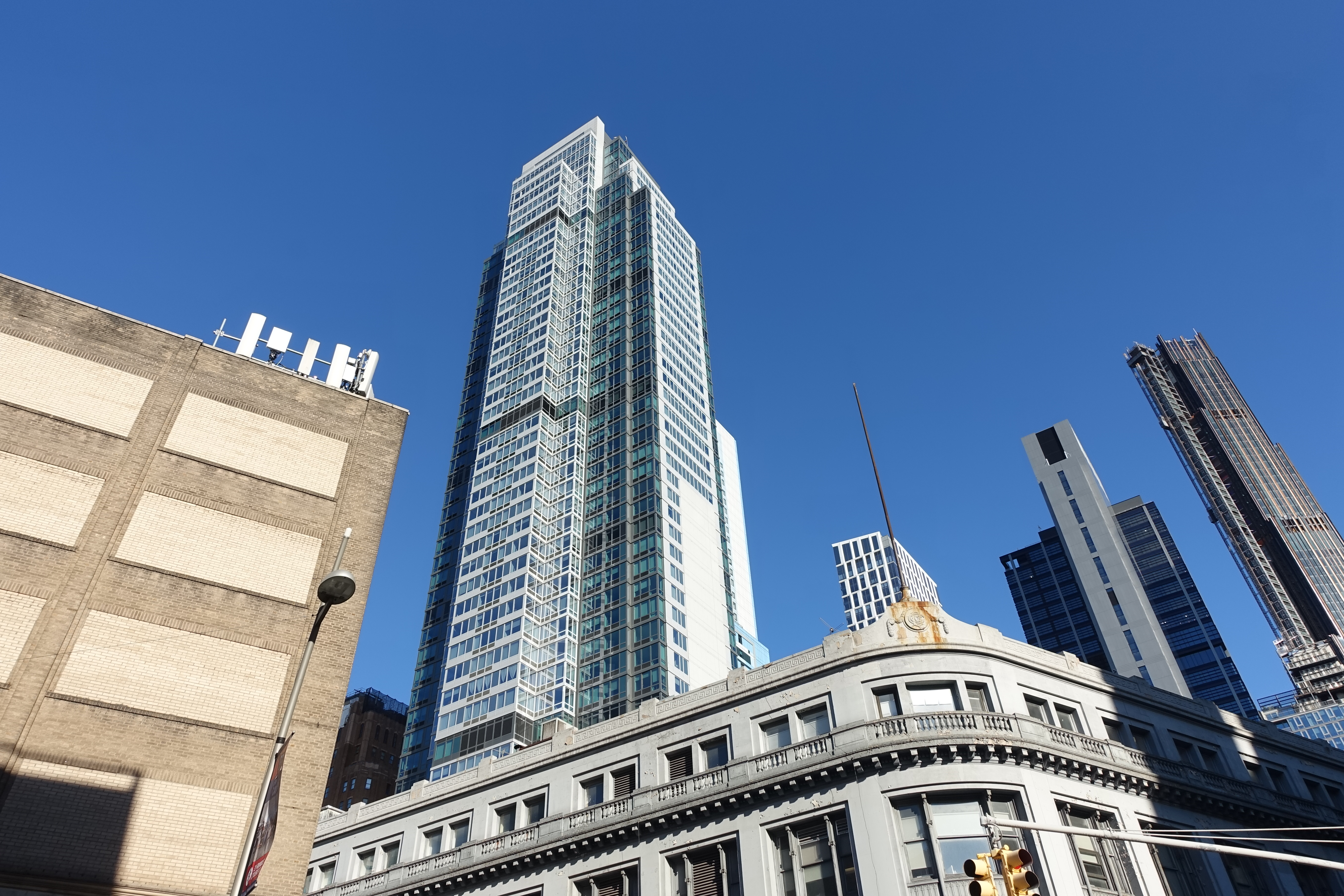
Blick von der Fulton Street am 2. Dezember 2022
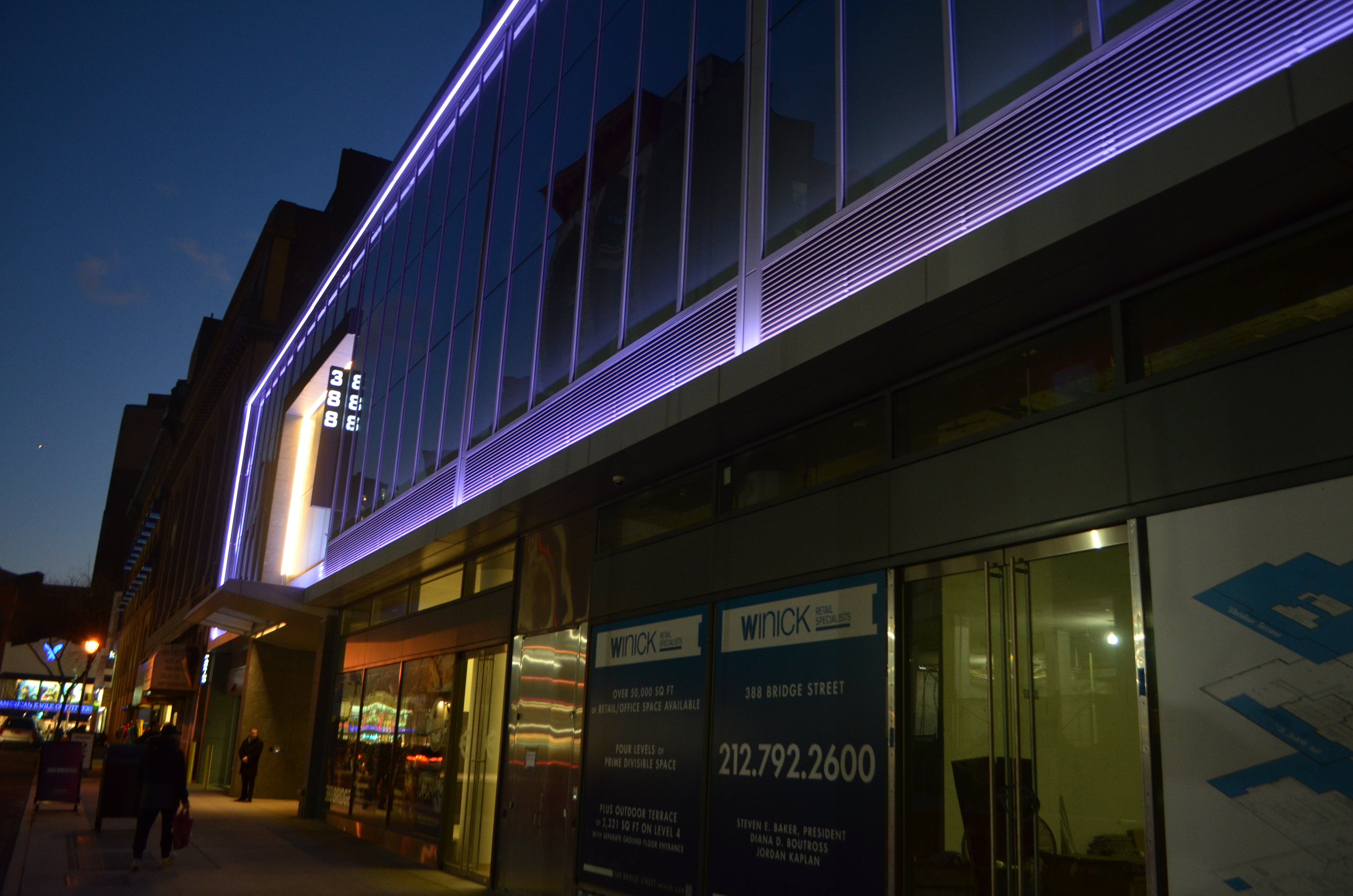
Straßenfront mit Eingang in der Bridge Street am Abend